# Ţazar
Ţazar (persiska: طزر) är en ort i Iran.   Den ligger i provinsen Khorasan, i den nordöstra delen av landet, 500 km öster om huvudstaden Teheran. Ţazar ligger 938 meter över havet och antalet invånare är 154.
Terrängen runt Ţazar är platt åt sydväst, men åt nordost är den kuperad. Runt Ţazar är det ganska glesbefolkat, med 29 invånare per kvadratkilometer. Närmaste större samhälle är Moqīseh, 10,1 km söder om Ţazar. Omgivningarna runt Ţazar är i huvudsak ett öppet busklandskap.